# NGC 7810
NGC 7810 is een lensvormig sterrenstelsel in het sterrenbeeld Pegasus. Het hemelobject werd op 17 november 1784 ontdekt door de Duits-Britse astronoom William Herschel.

## Synoniemen
- UGC 12919
- MCG 2-1-15
- ZWG 433.18
- IRAS 23597+1241
- PGC 163